# Oreoneta eskimopoint
Oreoneta eskimopoint là một loài nhện trong họ Linyphiidae.
Loài này thuộc chi Oreoneta. Oreoneta eskimopoint được Michael Ilmari Saaristo & Yuri M. Marusik miêu tả năm 2004.